# Condado de Saddle Hills
El condado de Saddle Hills es un distrito municipal canadiense situado en la provincia de Alberta.

## Superficie
Saddle Hills tiene una superficie de 5827,7 km².

## Demografía
En 2021, tenía 2338 habitantes, una densidad poblacional de 0,4 hab./km², y 1115 viviendas.